# Dianthera resupinata
Dianthera resupinata là một loài thực vật có hoa trong họ Ô rô. Loài này được (Vahl) R.C. Foster mô tả khoa học đầu tiên năm 1958.